# Lucas Castromán
Lucas Martín Castromán (født 2. oktober 1980 i Luján, Argentina) er en argentinsk tidligere fodboldspiller (angriber).
Castromán spillede størstedelen af sin karriere i hjemlandet, hvor han repræsenterede både Vélez Sársfield, Boca Juniors og Racing Club. Han havde også ophold i Italien hos Lazio og Udinese og i Mexico hos América. Han vandt tre argentinske mesterskaber gennem karriere, to med Vélez Sarsfield og ét med Boca Juniors.
For Argentinas landshold spillede Castromán i perioden 2000-2005 fem kampe.

## Titler
Primera División de Argentina
- 1998 (Clausura) og 2005 (Clausura) med Vélez Sársfield
- 2008 (Apertura) med Boca Juniors

Recopa Sudamericana
- 2008 med Boca Juniors